# Nyfriskjobb
Nyfriskjobb är en arbetsmarknadspolitisk åtgärd som infördes 2008 i Sverige av den sittande alliansregeringen.

## Bakgrund & Utformning
Reformen infördes parallellt med nystartsjobb under den så kallade arbetslinjen vars syfte var att få in förtidspensionärer i arbetslivet igen. 
Arbetsgivare som anställer personer som stått utanför arbetsmarknaden mer än ett år på grund av sjukskrivning eller sjuk- och aktivitetsersättning kan söka bidrag ifrån staten under reformen, samt slipper arbetsgivaravgiften. Den som anställer en långtidssjukskriven slipper arbetsgivaravgifterna för lika lång tid som den nyanställde tidigare varit sjukskriven. 
Reformen erbjöds initialt bara privata företag, men utvidgades senare även till offentlig sektor eftersom intresset var lågt ifrån det privata näringslivet.